# Selmar Meyrowitz

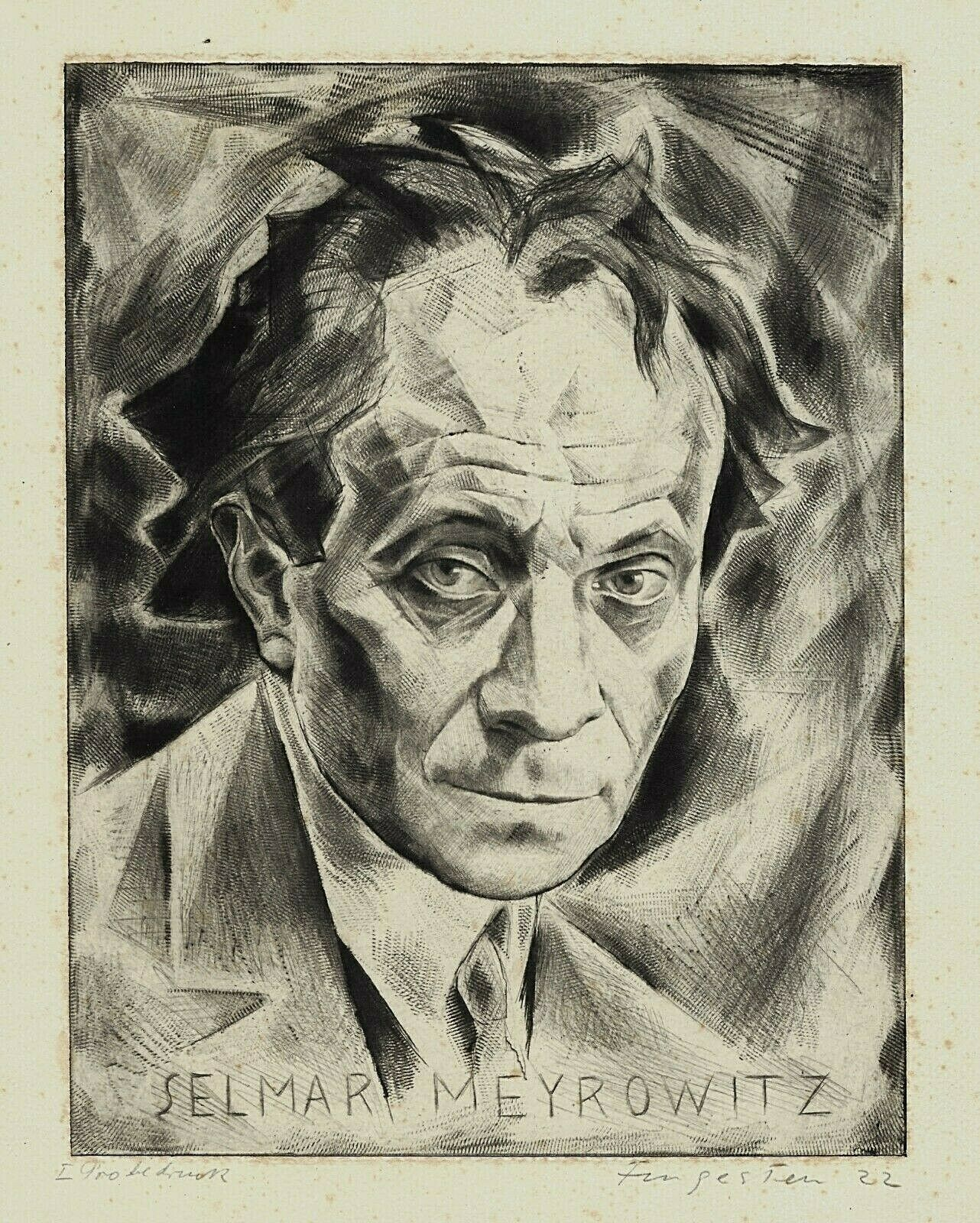
Radierung von Michel Fingesten (1922)

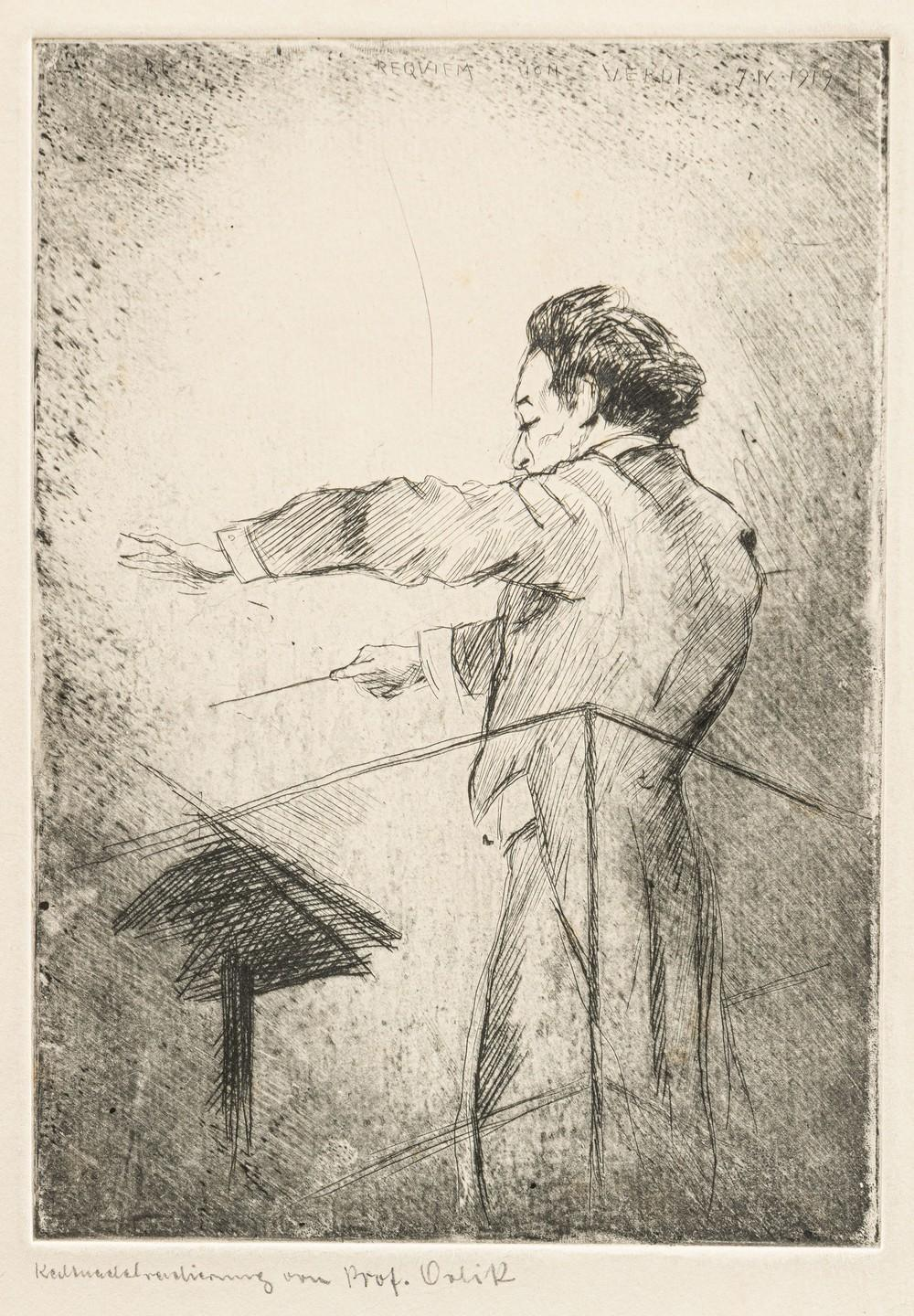
Radierung Emil Orlik (1919)

Selmar Meyrowitz (* 18. April 1875 in Bartenstein, Deutsches Reich; † 25. März 1941 in Toulouse; eigentlich Salomon Reinmar Meyerowitz) war ein deutscher Dirigent.

## Leben
Meyrowitz Eltern waren der Chasan (Kantor) Abraham Meyerowitz (* 1848 Neustadt, Gouvernement Kowno; † 1920 Berlin-Wilmersdorf) und Henriette Meyerowitz, geb. Reinus (* 1848/49 Tapiau; † 1917 Berlin-Wilmersdorf).
Nach Besuch des Gymnasiums in Stolp (Pommern) studierte Meyrowitz 1894–1896 am Leipziger Konservatorium bei Carl Reinecke und Salomon Jadassohn und von 1896 bis 1898 bei Max Bruch an der „Meisterschule für Komposition“ der Königlichen Akademie der Künste zu Berlin. Als Assistent von Felix Mottl arbeitete er 1898–1901 als Solorepetitor am Hoftheater Karlsruhe und 1901–1902 an der Metropolitan Opera New York. Als Klavierbegleiter der Sopranistin Johanna Gadski absolvierte er dann Tourneen durch die ganzen USA.
Nach Europa zurückgekehrt, wirkte Selmar Meyrowitz wiederum als Solorepetitor 1905–1907 am Deutschen Landestheater Prag. Als Theater-Kapellmeister arbeitete er 1907–1909 am Stadttheater Danzig, 1909–1910 an der (alten) Komischen Oper Berlin, 1911–1912 an der Kurfürsten-Oper Berlin, 1912–1913 am Münchner Hoftheater und 1913–1918 als leitender Kapellmeister an der Hamburger Stadttheater, unterbrochen durch die Teilnahme am Ersten Weltkrieg. 1917–1922 dirigierte er regelmäßig Konzerte des Philharmonischen Orchesters Berlin, 1919–1924 war er hauptsächlich als Konzertdirigent tätig, 1920–1921 leitete er das Blüthner-Orchester. Tourneen führten ihn durch Holland, Italien und Schweden. 1924–1927 war er, neben Erich Kleiber und George Szell, Dirigent an der Berliner Staatsoper Unter den Linden. Danach wandte er sich Rundfunk und Schallplatte zu: von 1928 bis 1933 war er häufig Gastdirigent der Funk-Stunde Berlin und leitete das Berliner Funk-Orchester, von 1929 bis 1932 arbeitete er als Hausdirigent der neu gegründeten Schallplattenfirma Ultraphon.
Selmar Meyrowitz dirigierte am 23. Dezember 1911 an der Kurfürsten-Oper die Uraufführung von Ermanno Wolf-Ferraris Oper Der Schmuck der Madonna, am 31. März 1913 die Hamburger Erstaufführung der Oper Der ferne Klang von Franz Schreker und am 27. Januar 1922 in Berlin die Uraufführung der Eichendorff-Kantate Von deutscher Seele von Hans Pfitzner. Als designierter Direktor der Berliner Staatsoper musste er 1933 nach Paris fliehen. Dort spielte er für Pathé 1935 die erste Gesamtaufnahme der Faust-Sinfonie von Franz Liszt ein, und er dirigierte 1937 die erste französische Inszenierung der Dreigroschenoper von Bertolt Brecht und Kurt Weill.
Nach der Besetzung von Paris durch die deutsche Wehrmacht im Mai 1940 flüchtete Meyrowitz nach Südfrankreich. Er starb in Toulouse an den Entbehrungen der Flucht und des Exils. Das genaue Todesdatum ist umstritten, verschiedene Quellen nennen den 23., 24. oder 25. März 1941.
1909 heiratete er in Charlottenburg Margarete „Grete“ Braun, geb. Neumann (* 1880 Fiedeck) Das Paar hatte einen Sohn Peter (* 16. Februar 1912), der später als Filmeditor tätig war. Über das Schicksal von Margarete und Peter Meyrowitz nach 1941 ist nichts bekannt.

## Würdigungen
„Ist er [Meyrowitz] doch einer der letzten jener Dirigenten der Bayreuther Schule, die Mitbegründer des neueren deutschen von Richard Wagner reformierten Musiklebens waren. Als Schüler, Mitarbeiter und Freund Felix Mottls übernahm er das Erbe des großen deutschen Meisters von dessen wertvollstem Apostel. […] Mehr und mehr wandte er sich den mächtig aufkommenden Mikrofonkünsten zu, dirigierte für den Rundfunk und die Schallplatte. Bald beherrschte er dieses neue Gebiet wie kein zweiter; den kulturellen Erfordernissen des Rundfunks verstand er durch interessante Bearbeitungen alter, verschollener Musik zu entsprechen und den Eigenarten der Übertragungstechnik, insbesondere der Schallplatte, wurde er in so hohem Masse gerecht, dass er für die deutsche Schallplatte etwa den Platz Stokowskys einnahm.“ ( P. Walter Jacob: …Zum sechzigsten Geburtstag.)
International trat Meyrowitz meist als Dirigent von Unterhaltungsmusik auf. So findet sich in einer Beschreibung eines von ihm geleiteten Konzerts mit mehreren kurzen Stücken in Berlin folgende sowohl lobende als auch kritische Aussage: „Stilvoll war das Programm, aber eine Suite von Suiten ist eben nicht jedermanns Sache. Meyrowitz war mit leichtem Handgelenk und leichtem Mute bei der Arbeit und legte aufs neue überzeugende Proben seiner feindifferenzierten Dirigierkunst ab. Das Philharmonische Orchester unterstützte ihn hingebungsvoll.“

## Werke

### Diskografie
- Auf Ultraphon (1929–1932), zumeist mit den Berliner Philharmonikern, kürzere Orchesterstücke (wie Ouvertüren, Sätze aus Sinfonien) von Ludwig van Beethoven, Edvard Grieg, Ruggiero Leoncavallo, Wolfgang Amadeus Mozart, Gioacchino Rossini, Johann Strauss (Sohn), Pjotr Iljitsch Tschaikowski und Richard Wagner. Ferner begleitete Meyrowitz Sänger wie Irene Eisinger (Sopran), Eva Liebenberg (Alt),  Michael Bohnen (Bassbariton), Hans Reinmar (Bariton), Hermann Schey (Bariton), Joseph Schmidt (Tenor) und Leo Schützendorf (Bariton) oder den Geiger Georg Kulenkampff.
- Auf Pathé (1934–ca. 1939; international auf Columbia Records veröffentlicht) Werke von Hector Berlioz (Symphonie fantastique), Franz Liszt (Faust-Sinfonie, Ungarische Rhapsodien), Franz Schubert (Unvollendete, Rosamunde), Richard Wagner (Siegfried-Idyll) u. a., sowie Aufnahmen mit dem Pianisten Edward Kilenyi.

Auf CD veröffentlicht:
- Franz Liszt: a Faust symphony. Pristine Classical PASC 032
- Franz Schubert: symphony no. 8 „unfinished“. Pristine Classical PASC 130
- Legendary Wagner singers of the 1930s. Teldec Telefunken Legacy, 8573-83022-2, 2 CDs
- Edward Kilenyi – the Pathé recordings 1937–39. Appian recordings APR 7037, 2 CDs
- Hildegarde Ranczak. Preiser Lebendige Vergangenheit 89639
- Joseph Schmidt – the Ultraphon recordings. Teldec Telefunken Legacy, 0927-42665-2, 2 CDs.

### Texte
Übersetzungen
- Karel Sabina (Libretto) und Bedřich Smetana (Musik): Die verkaufte Braut. Komische Oper in 3 Teilen. Deutsch von Selmar Meyrowitz. Für den Rundfunk eingerichtet von Cornelis Bronsgeest. Wedekind & Co., Berlin 1926 (= Sendespiele, 2. Jg., Heft 35).
- Hector Berlioz: Die Trojaner in Karthago. Oper in 3 Teilen. Deutsch von Selmar Meyrowitz. Funk-Dienst, Berlin 1928 (= Sendespiele; 5. Jg., Heft 3).